# یوکیکو تودوروکی
یوکیکو تودوروکی (轟 夕起子؛ ۱۱ سپتامبر ۱۹۱۷ – ۱۱ مهٔ ۱۹۶۷) یک هنرپیشه اهل ژاپن بود. وی بین سال‌های ۱۹۳۷ تا ۱۹۶۷ میلادی فعالیت می‌کرد.
از فیلم‌ها یا برنامه‌های تلویزیونی که وی در آن نقش داشته است می‌توان به سانشیرو سوگاتا اشاره کرد.